# Arcadia (Louisiana)
Arcadia is een plaats (town) in de Amerikaanse staat Louisiana, en valt bestuurlijk gezien onder Bienville Parish.

## Demografie
Bij de volkstelling in 2000 werd het aantal inwoners vastgesteld op 3041.
In 2006 is het aantal inwoners door het United States Census Bureau geschat op 2828, een daling van 213 (-7,0%).

## Geografie
Volgens het United States Census Bureau beslaat de plaats een oppervlakte van
7,7 km², geheel bestaande uit land. Arcadia ligt op ongeveer 117 m boven zeeniveau.

## Plaatsen in de nabije omgeving
De onderstaande figuur toont nabijgelegen plaatsen in een straal van 16 km rond Arcadia.